# Temporada de precipitaciones en el Altiplano del Titicaca

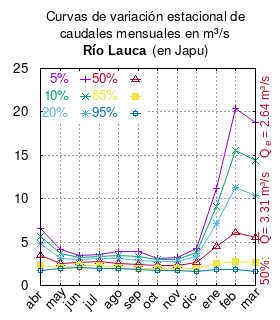
Curvas de variación estacional del río Lauca en Japu, poco antes de cruzar la frontera hacia Bolivia. Se nota claramente el aumento de caudales en los meses de verano desde diciembre a febrero.

Diagrama Walter-Lieth de la zona donde el río Lauca cruza la frontera entre Bolivia y Chile. Se observa el aumento de las precipitaciones en comparación con el resto del año.

Temporada de precipitaciones en el Altiplano del Titicaca, denominada en Chile invierno andino, así como invierno altiplánico o invierno Boliviano —nombrado precipitaciones de verano—, a las épocas de mayor pluviosidad en los Andes centrales. El término es paradójico, puesto que el fenómeno se da mayormente entre los meses de diciembre y marzo, correspondientes al verano austral. 
Las precipitaciones de esta estación se originan como lluvias orográficas causadas por masas de aire provenientes de la región del Amazonas durante la estación lluviosa. Estas se producen especialmente en el Altiplano de la Cordillera de los Andes debido a la actividad convectiva, que es la precipitación que se asocia a la formación de nubosidad cumuliforme durante la tarde, cuando el calentamiento del suelo favorece el desarrollo de movimientos ascendentes y produce precipitaciones en este lugar.: 383 
El aumento de las precipitaciones en verano es uno de los dos fenómenos meteorológicos que ocurren en el entorno del desierto de Atacama. El otro fenómeno es la camanchaca que se extiende sobre la costa del norte chileno.: 383 

## Origen
| |  |  |
| La posición norte o sur del alto de Bolivia determina si sus corrientes de aire arrastran aire seco de Atacama (caso norte) o si arrastran aire húmedo del Amazonas. |  |  |

El fenómeno se debe a la conjugación de varios factores climáticos ya presentes en la zona, pero con diferentes tiempos e intensidades. 
El primero de ellos es el "alta de Bolivia", un sistema de vientos a alta altitud que gira en contra del sentido de los punteros del reloj sobre Bolivia, Perú, Chile y Argentina. Su centro varía su posición, a veces más al norte, otras veces más al sur.
Existen además dos frentes nubosos provenientes respectivamente del océano Pacífico y del océano Atlántico que se mueven el primero hacia el este y el segundo hacia el oeste chocando ambos contra las respectivas laderas de la cordillera de los Andes. 
La sequedad del frente del Pacífico es la causa del desierto de Atacama. Se debe a la subsidencia en el borde oriental del anticiclón subtropical del Pacífico Sur.
Por el contrario, las nubes del frente del Atlántico, llamado cinturón de lluvias tropicales, vienen cargadas de agua que no termina de descargarse en la zona amazónica. Esto conduce a que las tierras bajas al este del Altiplano presentan un régimen tropical-continental, con un máximo de lluvia convectiva durante los meses de verano (diciembre, enero, febrero).
Normalmente, ninguno de estos frentes por sí solo podría llegar al altiplano que tiene alturas de 4000 m s. n. m. y más. La región del altiplano sería una zona seca. Se dice que la cordillera tiene un efecto barrera ante tales frentes.
El centro de presión "alta de Bolivia" logra arrastrar una buena parte del frente Atlántico hasta la parte más septentrional del altiplano.
Debido a las variaciones de intensidad y posición del "alta de Bolivia", las lluvias periódicamente aumentan más que otros años y alcanzan las zonas más al sur del altiplano chileno.
Un informe de la Dirección General de Aguas lo explica, para el salar de Atacama, en las siguientes palabras:: 58 
La cuenca del Salar de Atacama se encuentra a una latitud en que, para los meses entre abril y noviembre, las precipitaciones son prácticamente nulas por la presencia del Anticiclón del Pacífico, cinturón de altas presiones de gran estabilidad climática. En los meses de verano el Anticiclón se desplaza hacia latitudes mayores permitiendo la penetración del Frente Ecuatorial de bajas presiones, lo que genera inestabilidad atmosférica en el altiplano con corrientes ascendentes de aire y formación de nubes. Este fenómeno se reconoce como el invierno altiplánico y se caracteriza por presentar importantes precipitaciones.

## Consecuencias
La intensidad de las lluvias provoca un aumento más que notable de los ríos de la zona, ya sea que vayan a la cuenca endorreica del lago Coipasa, como el río Lauca o que se dirijan al oeste desde las estribaciones occidentales del altiplano como el río San José de Azapa.